# Xian de She (Anhui)
Pour les articles homonymes, voir She (homonymie).
Le xian de She (歙县 ; pinyin : Shè Xiàn) est un district administratif de la province de l'Anhui en Chine. Il est placé sous la juridiction de la ville-préfecture de Huangshan.

## Démographie
La population du district était de 502 153 habitants en 1999.